# Josef Kavale
Josef Kavale (16. prosince 1919, České Budějovice – 21. srpna 2011, České Budějovice) byl český římskokatolický kněz, probošt katedrální kapituly u sv. Mikuláše v Českých Budějovicích a čestný apoštolský protonotář.

## Život
Narodil se 16. prosince 1919 v Českých Budějovicích. Po základní škole vstoupil ve svém rodném městě na Gymnázium Jana Valeriána Jirsíka, kde úspěšně odmaturoval. Poté vstoupil do semináře, který byl uzavřen z důvodu nastoupení nacistické moci a proto do konce druhé světové války působil jako účetní. Po válce mohl dokončit svá studia a na kněze byl vysvěcen 29. června 1947. Po vysvěcení působil jako kaplan v Písku, kde zůstal do roku 1950, kdy se stal administrátorem farnosti v Mirovicích.
Od 1. května 1952 působil jako sekretář vikariátu Písek. V srpnu 1959 byl ustanoven administrátorem farnosti-proboštství v Jindřichově Hradci a administrátorem excurrendo farností v Lodhéřov a Horní Pěna. Poté se stal okrskovým vikářem vikariátu Jindřichův Hradec. Dále působil jako administrátor farnosti svatého Jana Nepomuckého v Českých Budějovicích.
Dne 2. srpna 1973 byl instalován jako sídelní kanovník katedrální kapituly u sv. Mikuláše v Českých Budějovicích a o rok později se stal kapitulním vikářem. Od roku 1975 jej Státní bezpečnost vedla jako svého důvěrníka a roku 1978 jej získala jako svého agenta.
2. července 1990 jej papež Jan Pavel II. jmenoval čestným apoštolským protonotářem. Dne 15. května 2000 byl zvolen proboštem kapituly, zvolení bylo potvrzeno o čtyři dny později biskupem Antonínem Liškou.
Po dlouhé nemoci zemřel 21. srpna 2011 v nemocnici v Českých Budějovicích.